# アートの産道
アートの産道とは池上克明・池上佳代子の夫妻が主催するアーティスト支援や芸術活動を行う前衛美術団体である。現在webサイト上での活動を主としている。池上賞というweb上の公募展を開催している他、池上佳代子自身が描いた漫画・作成した動画や、様々な人から1万円で買い取った作品を掲載している。アートの産道美術館という美術館を所有する。

## 池上賞
池上賞とはアートの産道が毎年8月に開催している公募展であり、当選した作品はwebサイトで掲載される。2011年に第1回が開催され、大賞1点と佳作8点が選ばれた。アートの産道美術館が完成した際には受賞作は展示される。

### 大賞受賞者
- 2011年 大松伸洋
- 2012年 添野寛之

## その他のコンテンツ
池上賞の他にも池上お年玉賞という年賀状コンテストも開催している。
アートの産道生活というシリーズの漫画や、アートの産道駅など複数のタイトルの漫画が掲載されている。
また、がかみしばいという画家の人生を描いた動画等動画コンテンツも発表している。

## アートの産道美術館
2013年5月現在福岡市内のマンションの一室をアートの産道美術館として整備中である。誰もが気軽に訪れ、作品を眺めるだけではなく新しい芸術活動のふれあいの場を目指している。